# Andrej Ivanov (cestista)
Andrej Aleksandrovič Ivanov (in russo Андрей Александрович Иванов?; Ržavki, 21 aprile 1984) è un cestista russo.

## Carriera
Con la Russia ha disputato i Campionati europei del 2005.